# The Speed of Life
The Speed of Life è un film del 2007  diretto da Edward Radtke.
Il film è stato presentato in concorso alla 64ª Mostra internazionale d'arte cinematografica di Venezia, dove ha vinto il Queer Lion 2007.

## Trama
New York City. Il tredicenne Sammer, insieme agli amici, ruba le videocamere a turisti. Poi, la sera, guarda i filmini girati dai turisti e sogna ad occhi aperti di poter anche lui visitare luoghi sconosciuti.

## Riconoscimenti
- 2007 - Mostra internazionale d'arte cinematografica di Venezia[2]
  - Queer Lion
- 2007 - Göteborg Film Festival
  - Nomination Miglior film
- 2008 - Munich Film Festival
  - Nomination Miglior film
- 2009 - Sedona International Film Festival
  - Director's Choice Award